# Metopius tsingtauensis
Metopius tsingtauensis là một loài tò vò trong họ Ichneumonidae.